# Phare de Capo di Vado
Le phare de Capo di Vado (en italien : Faro di Capo di Vado) est un phare actif situé sur le Capo di Vado de la municipalité de Vado Ligure (province de Savone), dans la région de Ligurie en Italie. Il est géré par la Marina Militare.

## Histoire
Le phare a été construit en 1883 sur un promontoire à 40 km à l'ouest de Gênes Il domine le golfe de Gênes et est localisé à 1,5 km au sud de Vado Ligure. Relié au réseau électrique, il est entièrement automatisé et possède un Système d'identification automatique pour la navigation maritime.

## Description
Le phare  est une tour octogonale prismatique en maçonnerie de 34 m de haut, avec galerie et lanterne, adjacente à une maison de gardien en maçonnerie de trois étages. Le bâtiment est totalement peint en blanc et le dôme de la lanterne est gris métallique. Il émet, à une hauteur focale de 43 m, quatre brefs éclats blancs de 0,5 seconde toutes les 15 secondes. Sa portée est de 14 milles nautiques (environ 26 km) pour le feu principal et 7 milles nautiques (environ 13 km) pour le feu de veille.
Identifiant : ARLHS : ITA-017 ; EF-1514 - Amirauté : E1172 - NGA : 7396.

## Caractéristiques dufeu maritime
Fréquence : 15 s (W-W-W-W)
- Lumière : 0,5 seconde
- Obscurité : 1,5 seconde
- Lumière : 0,5 seconde
- Obscurité : 1,5 seconde
- Lumière : 0,5 seconde
- Obscurité : 1,5 seconde
- Lumière : 0,5 seconde
- Obscurité : 8,5 secondes

### Lien connexe
- Liste des phares de l'Italie